# Surat Diamond Bourse
Surat Diamond Bourse (SDB, en español Bolsa de Diamantes de Surat) es un centro de comercio de diamantes ubicado en Surat, India. Es el centro de comercio de diamantes más grande del mundo, con una superficie de 660.000 metros cuadrados (7.100.000 pies cuadrados). Y es además el edificio de oficinas más grande del mundo, por delante del Pentágono.

## Historia
El proyecto SDB se inició en 2015. Aunque la pandemia de COVID-19 ralentizó el progreso de la construcción del SDB, el ritmo aumentó después de que se levantó el bloqueo y todo el proyecto se completó en 2022.

## Características

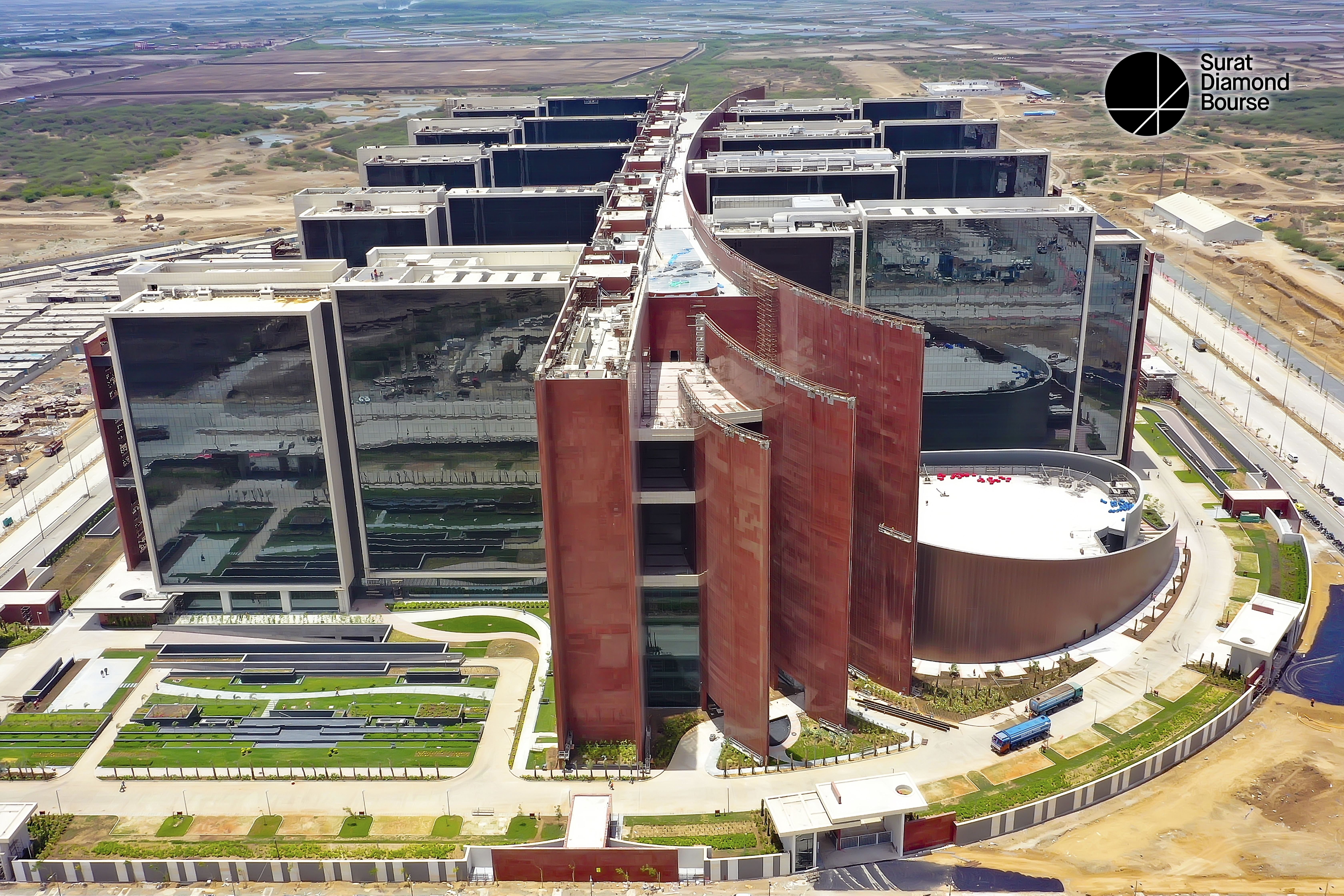
Vista aérea de la bolsa de diamantes de Surat

El edificio, de estilo brutalista, está ubicado en Diamond Research and Mercantile City, un distrito comercial de nueva construcción. Se distribuye en 14,38 hectáreas (35,54 acres) con una disponibilidad de 61.000 metros cuadrados (660.000 pies cuadrados) de área construida que abarca 4.000 oficinas para comerciantes nacionales e internacionales.
La bolsa consta de nueve torres cada una con 15 pisos, con capacidad para 4200 oficinas que van desde 28 metros cuadrados (300 pies cuadrados) hasta 700 metros cuadrados (7500 pies cuadrados). Hay 131 ascensores (ascensores), con una velocidad de tres metros por segundo. El edificio ofrece servicios tales como salas de conferencias, salones de usos múltiples, restaurantes, bancos y tiendas minoristas junto con planes de seguridad. Además, hay una casa personalizada dedicada con un instituto nacional de investigación de diamantes, un centro de convenciones internacional, instalaciones educativas internacionales y hoteles de cinco estrellas.
El complejo es un edificio ecológico precertificado y está considerado como el edificio corporativo más grande del mundo.

## Recepción

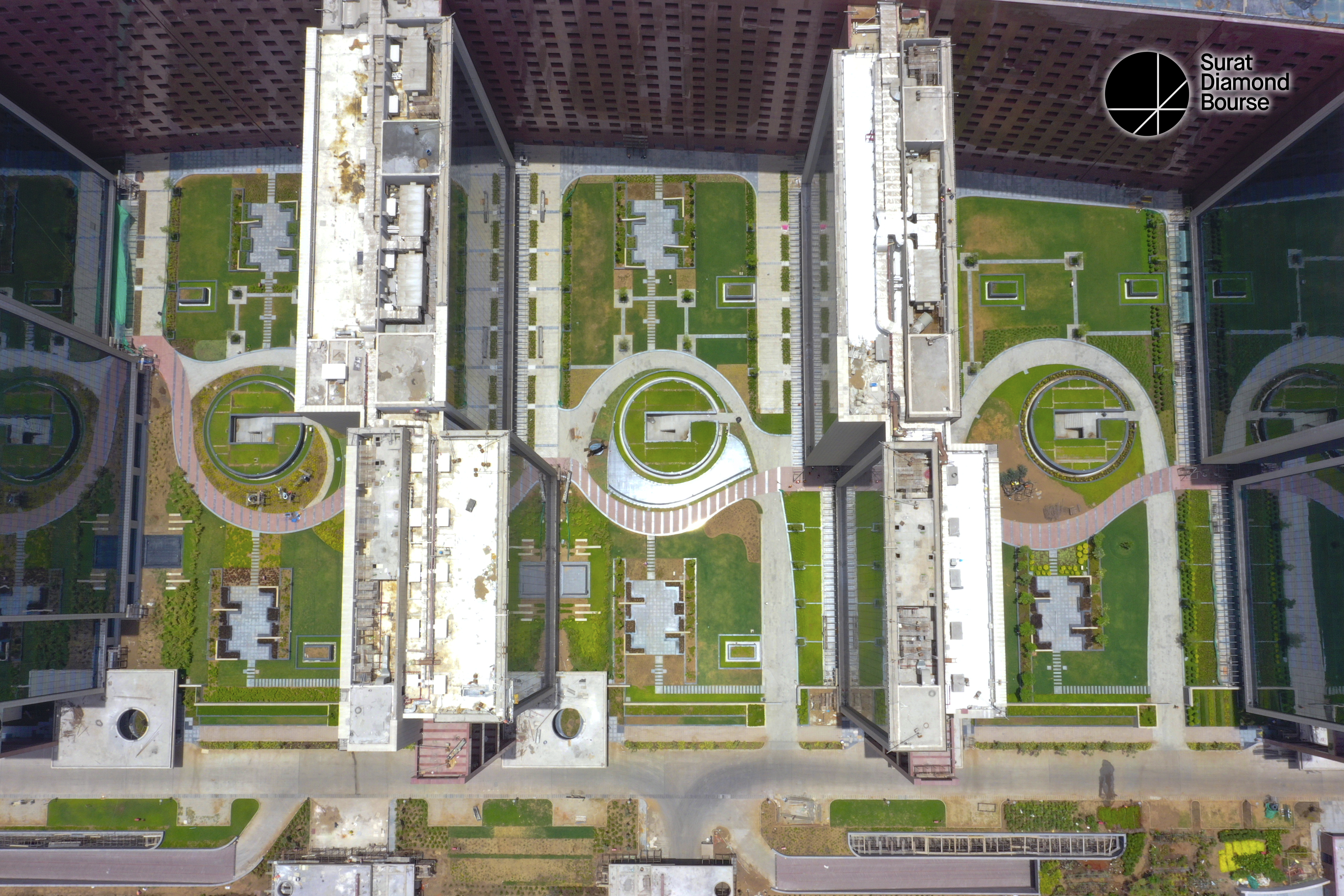
Tribunales Panchtatva de Surat Diamond Bourse

La bolsa ha recibido una recepción tibia por parte de los comerciantes de diamantes, ya que la bolsa está ubicada en las afueras de la ciudad de Surat y tiene poca conectividad, en comparación con la Bharat Diamond Bourse existente, ubicada en la ciudad mejor conectada de Bombay. SDB anunció incentivos para trasladar el negocio de los diamantes a Surat.

## Ciudad de los SUEÑOS (DREAM City)

El edificio Surat Diamond Bourse fotografiado desde un satélite en el verano de 2023.

El potencial de la industria del diamante de Surat ha inspirado la conceptualización de The Diamond Research and Mercantile City (DREAM City). Con el objetivo central de mejorar las instalaciones comerciales de la industria del diamante (integración hacia adelante y hacia atrás), este megaproyecto se forma en 683 hectáreas (1,690 acres), en la Carretera Nacional Sachin Magdalla, cerca del centro internacional de convenciones y exposiciones de Surat, y en una distancia de 3 km (1,9 millas) desde el aeropuerto.
El SDB está conectado a DREAM City por una serie de opciones de transporte, que incluyen:
- Metro: El SDB se encuentra cerca de la estación de metro Dream City, que se encuentra en la línea 1 del metro de Surat. La línea de metro conecta el SDB con otras partes de Surat, así como con el Aeropuerto Internacional de Surat.
- BRTS: El SDB también está conectado a DREAM City por el BRTS ( Bus Rapid Transit System ). El sistema BRTS proporciona un servicio de autobús de alta velocidad que conecta la SDB con otras partes de Surat.
- Carretera: La SDB también está conectada con DREAM City por carretera. La carretera principal que conecta SDB con DREAM City es Khajod-Udhana Road.

Además de estas opciones de transporte, también hay planes para construir una pasarela elevada que conectará el SDB con el Centro de Convenciones Dream City. La pasarela elevada proporcionará una conexión amigable para los peatones entre las dos instalaciones.
Conectividad entre la SDB y DREAM City:
- La estación de metro se encuentra a aproximadamente 1 km (0,62 millas) del SDB.
- La estación BRTS está ubicada a unos 500 m (1600 pies) del SDB.
- Khajod-Udhana Road es una carretera de seis carriles que conecta SDB con otras partes de Surat.

Se espera que la pasarela esté terminada en 2024.